# Ringer-Weltmeisterschaften 1990
Die Ringer-Weltmeisterschaften 1990 fanden nach Stilart und Geschlechtern getrennt an unterschiedlichen Orten statt. Dabei wurden die Ringer in jeweils zehn Gewichtsklassen unterteilt, während die Frauen in neun Gewichtsklassen antraten.

## Griechisch-römisch
Die Wettkämpfe im griechisch-römischen Stil fanden vom 19. bis zum 21. Oktober 1990 in Lido di Ostia statt. Die Sowjetunion konnte in allen 10 Wettbewerben Athleten auf dem Podest feiern.

### Medaillengewinner
| Klasse  | Gold                       | Silber               | Bronze               |
| ------- | -------------------------- | -------------------- | -------------------- |
| -48 kg  | Oleg Kutscherenko          | Rajko Marinow        | Ebina Yasuichi       |
| -52 kg  | Alexander Ignatenko        | An Han-bong          | Bratan Zenow         |
| -57 kg  | Rıfat Yıldız               | Alexander Schestakow | Patrice Mourier      |
| -62 kg  | Mario Olivera              | Gennadi Atmakin      | Ryszard Wolny        |
| -68 kg  | Islam Dugutschijew         | Jannis Zamanduridis  | Attila Repka         |
| -74 kg  | Mnazakan Iskandarjan       | Dobri Marinow        | Željko Trajković     |
| -82 kg  | Péter Farkas               | Michail Mamiaschwili | Goran Kasum          |
| -90 kg  | Maik Bullmann              | Harri Koskela        | Wjatscheslaw Olijnyk |
| -100 kg | Sjarhej Dsjamjaschkewitsch | Sándor Major         | Dušan Masár          |
| -130 kg | Alexander Karelin          | Tomas Johansson      | Rangel Gerowski      |

### Medaillenspiegel
| Rang | Land             | Gold | Silber | Bronze |
| ---- | ---------------- | ---- | ------ | ------ |
| 1    | Sowjetunion      | 6    | 3      | 1      |
| 2    | Deutschland      | 2    | 1      | 0      |
| 3    | Ungarn           | 1    | 1      | 1      |
| 4    | Kuba             | 1    | 0      | 0      |
| 5    | Bulgarien        | 0    | 2      | 2      |
| 6    | Finnland         | 0    | 1      | 0      |
|      | Schweden         | 0    | 1      | 0      |
|      | Südkorea         | 0    | 1      | 0      |
| 9    | Jugoslawien      | 0    | 0      | 2      |
| 10   | Frankreich       | 0    | 0      | 1      |
|      | Japan            | 0    | 0      | 1      |
|      | Polen            | 0    | 0      | 1      |
|      | Tschechoslowakei | 0    | 0      | 1      |

## Freistil
Die Wettkämpfe im freien Stil fanden vom 6. bis zum 9. September 1990 in Tokio statt.

### Medaillengewinner
| Klasse  | Gold                   | Silber                | Bronze                    |
| ------- | ---------------------- | --------------------- | ------------------------- |
| -48 kg  | Aldo Martínez          | Marian Nedkow         | Takashi Kobayashi         |
| -52 kg  | Majid Torkan           | Walentin Jordanow     | Aslan Ağayev              |
| -57 kg  | Alejandro Puerto       | Rumen Pawlow          | Sjarhej Smal              |
| -62 kg  | John Smith             | Rossen Wassilew       | Gadschi Raschidow         |
| -68 kg  | Arsen Fadsajew         | Georgios Athanasiadis | Jesús E. Rodríguez Garzón |
| -74 kg  | Rahmat Sukra           | Nasir Gadžihanov      | Amir Reza Khadem          |
| -82 kg  | Jozef Lohyňa           | Royce Alger           | Puntsagiin Süchbat        |
| -90 kg  | Macharbek Chadarzew    | Christopher Campbell  | Mohammad Mohebbi          |
| -100 kg | Leri Chabelowi         | Stojan Nentschew      | Kirk Trost                |
| -130 kg | Dawit Gobedschischwili | Bruce Baumgartner     | Hayri Sezgin              |

### Medaillenspiegel
| Rang | Land               | Gold | Silber | Bronze |
| ---- | ------------------ | ---- | ------ | ------ |
| 1    | Sowjetunion        | 4    | 1      | 3      |
| 2    | Kuba               | 2    | 0      | 1      |
| 3    | Bulgarien          | 1    | 5      | 0      |
| 4    | Vereinigte Staaten | 1    | 3      | 1      |
| 5    | Iran               | 1    | 0      | 2      |
| 6    | Tschechoslowakei   | 1    | 0      | 0      |
| 7    | Griechenland       | 0    | 1      | 0      |
| 8    | Japan              | 0    | 0      | 1      |
|      | Mongolei           | 0    | 0      | 1      |
|      | Türkei             | 0    | 0      | 1      |

## Frauen
Die Wettkämpfe der Frauen fanden vom 29. Juni bis zum 1. Juli 1990 in Luleå statt. Es waren 45 Ringerinnen aus 12 Nationen am Start, darunter auch als einzige Deutsche Sandra Schrenker, die den sechsten und letzten Platz in der Gewichtsklasse -65 kg belegte. In der Gewichtsklasse -75 kg gab es nur drei Teilnehmerinnen, sodass dort alle Sportlerinnen Medaillen erhielten.

### Medaillengewinner
| Klasse | Gold                | Silber             | Bronze           |
| ------ | ------------------- | ------------------ | ---------------- |
| -44 kg | Shoko Yoshimura     | Marie Ziegler      | Huei Hsiang Chen |
| -47 kg | Asa Pedersen        | Afsoon Roshanzamir | Yu Hsin Huang    |
| -50 kg | Martine Poupon      | Helena Honkamaa    | Trine Bentzen    |
| -53 kg | Sylvie van Gucht    | Yoshiko Endo       | Lotte Søvre      |
| -57 kg | Gudrun Annette Høie | Olga Lugo Guardia  | Riyoko Sakae     |
| -61 kg | Brigitte Siffert    | Kimie Hoshikawa    | Ine Barlie       |
| -65 kg | Akiko Iijima        | Wu Mei Ling        | Line Johansen    |
| -70 kg | Rena Iwama          | Emmanuelle Blind   | Laura Martinez   |
| -75 kg | Yayoi Urano         | Su Hui Ma          | Helen Mitzifri   |

### Medaillenspiegel
| Rang | Land               | Gold | Silber | Bronze |
| ---- | ------------------ | ---- | ------ | ------ |
| 1    | Japan              | 4    | 2      | 1      |
| 2    | Frankreich         | 3    | 1      | 0      |
| 3    | Schweden           | 1    | 1      | 0      |
| 4    | Norwegen           | 1    | 0      | 4      |
| 5    | Taiwan             | 0    | 2      | 2      |
| 6    | Vereinigte Staaten | 0    | 2      | 0      |
| 7    | Venezuela          | 0    | 1      | 0      |
| 8    | Argentinien        | 0    | 0      | 1      |
|      | Griechenland       | 0    | 0      | 1      |